# Bromek potasu
Bromek potasu, KBr – nieorganiczny związek chemiczny z grupy bromków, sól kwasu bromowodorowego i potasu. Związek jest stosowany m.in. w medycynie jako źródło jonu bromkowego (Br−
) oraz w spektroskopii IR do wytwarzania elementów optycznych i jako ośrodek dla próbek (tzw. „pastylki KBr”) ze względu na niską absorpcję promieniowania IR.

## Działanie fizjologiczne
Działanie bromku potasu na organizm człowieka jest podobne do wpływu innych bromków stosowanych w medycynie. Wykazuje lekkie działanie uspokajające, będące efektem zastępowania jonów chlorkowych (Cl−
) przez jony bromkowe w neuronach. Prowadzi to do hiperpolaryzacji błony neuronalnej, a w efekcie do zahamowania niektórych czynności ośrodkowego układu nerwowego.

## Zastosowanie
- w medycynie jako środek uspokajający[4][5]
- produkcja światłoczułych emulsji fotograficznych[4][5]
- monokryształy[5] w spektroskopii[4]